# منطقة بولدهانا
بولدهانا رمزها «BU» (بالإنجليزية: Buldhana)‏ ، هو تقسيم إداري لدولة الهند تتبع ولاية ماهاراشترا (بالإنجليزية: Maharashtra)‏ ، مركزها هو مدينة بولدهانا (بالإنجليزية: Buldhana)‏ عدد سكانها حسب تعداد سنة 2001 هو 2,226,328 ، مساحتها 9,661 كم² وكثافة السكان 230 لكل كم² .